# TKO Major League MMA
TKO Major League MMA è stata la più grande organizzazione canadese di arti marziali miste (MMA).
Nel 1999 rilevò la connazionale Universal Combat Challenge.
Questa lega è considerata una delle minori in MMA, a dispetto del suo nome. È per lo più oscurata da leghe più famose quali Ultimate Fighting Championship o Pride Fighting Championships, pur avendo con queste ultime forti legami di collaborazione.
Molti lottatori hanno infatti iniziato la loro carriera in TKO per poi continuare in UFC. TKO è attualmente la sola organizzazione, oltre ad UFC, ad utilizzare un ring ottagonale (in precedenza era usato uno da boxe).
Il presidente di TKO era Stéphane Patry, il quale è stato anche manager di diversi lottatori.
Era possibile vedere gli incontri TKO su canali canadesi come Fight Network and RDS, oppure sui canali PPV come IPTV in Joost, e dal 2015 l'UFC ha acquisito la libreria multimediale degli eventi TKO per renderla disponibile sulla propria piattaforma a pagamento UFC Fight Pass.
Tra i lottatori più celebri che hanno messo piede nell'ottagono canadese c'è senza dubbio Georges St-Pierre, assoluto fuoriclasse delle arti marziali miste negli anni 2000 e 2010; da citare anche Hatsu Hioki e Urijah Faber, pluricampioni e al tempo tra i più forti lottatori in assoluto nelle loro rispettive categorie di peso, nonché l'ex campionessa Strikeforce Sarah Kaufman, la prima a combattere un incontro femminile in TKO.

## Campioni finali TKO
| Divisione         | Campione            | Dal               |
| ----------------- | ------------------- | ----------------- |
| Pesi Massimi      | Krzysztof Soszynski | 29 settembre 2006 |
| Pesi Mediomassimi | Vacante             |                   |
| Pesi Medi         | Patrick Côté        | 1º giugno 2007    |
| Pesi Welter       | Jesse Bongfeldt     | 28 settembre 2007 |
| Pesi Leggeri      | Sam Stout           | 15 luglio 2005    |
| Pesi Piuma        | Hatsu Hioki         | 5 maggio 2006     |
| Pesi Gallo        | Noah Thomas         | 3 ottobre 2008    |

## Altri lottatori famosi
- Georges St-Pierre, campione dei pesi welter TKO, UFC e UCC
- Urijah Faber, campione dei pesi piuma WEC
- Mark Hominick, campione dei pesi piuma TKO e dei pesi leggeri UCC
- Sarah Kaufman, campionessa dei pesi gallo Strikeforce e HCF
- David Loiseau, campione dei pesi medi TKO e TPF
- Jonathan Goulet, veterano dell'UFC
- Justin Brukman, campione dei pesi welter TKO
- Icho Larenas, campione dei pesi massimi TKO
- Crafton Wallace, campione ISKA 2000 e vincitore del torneo ISKA 2001 Grand Prix
- TJ Grant, veterano dell'UFC
- Alexis Davis, campionessa dei pesi mosca Raging Wolf
- Jordan Mein, veterano di UFC e Strikeforce